# ハマ3
『ハマ3』（ハマサーン）は、2013年4月16日から10月1日まで一部のフジテレビ系列局で放送されていたバラエティ番組である。

## 概要
「THE MANZAI 2012」優勝者のハマカーンがMCを務める、優勝賞品のレギュラー番組。
「THE MANZAI 2012」認定漫才師が、ハマっているものに関するベスト3を漫才のように掛け合いをしながら発表する番組。
2013年9月をもって終了。2007年の『ショーパン』から始まった火曜 - 金曜（月曜 - 木曜深夜）の帯番組が当番組をもって終止符を打つ。

## 出演者
- ハマカーン（浜谷健司・神田伸一郎）（MC）
- 「THE MANZAI 2012」認定漫才師
- 女性ゲスト（週替わり）

## ネット局
※いずれも同時ネット。
- フジテレビ（制作局）
- 仙台放送
- 長野放送
- 岡山放送
- 高知さんさんテレビ

## スタッフ
- 構成：大平尚志、酒井義文
- デスク：高畑知恵子
- 広報：瀬田裕幸
- FD：飛田竜平
- ディレクター：牛窪真二、新井孝輔、筧大輝（筧→以前はFD）
- 総合監修：藪木健太郎
- 演出：小仲正重、竹内誠、有川崇、原武範
- プロデューサー：朝妻一、仲村孝明
- チーフプロデューサー：中嶋優一
- 制作著作：フジテレビ